# کوکوی سولاوسی
کوکوی سولاوسی (نام علمی: Cuculus crassirostris) یک گونه کوکو از تیرهٔ کوکویان (Cuculidae) است. اغلب به نام کوکو-باز سولاوسی شناخته می‌شود، اما به نظر می‌رسد که با دیگر کوکو-بازها ارتباطی نداشته باشد. این گونه بومی جزیره سولاوسی در اندونزی است. زیستگاه طبیعی آن جنگل‌های کوهستانی نمناک نیمه‌گرمسیری یا گرمسیری است.

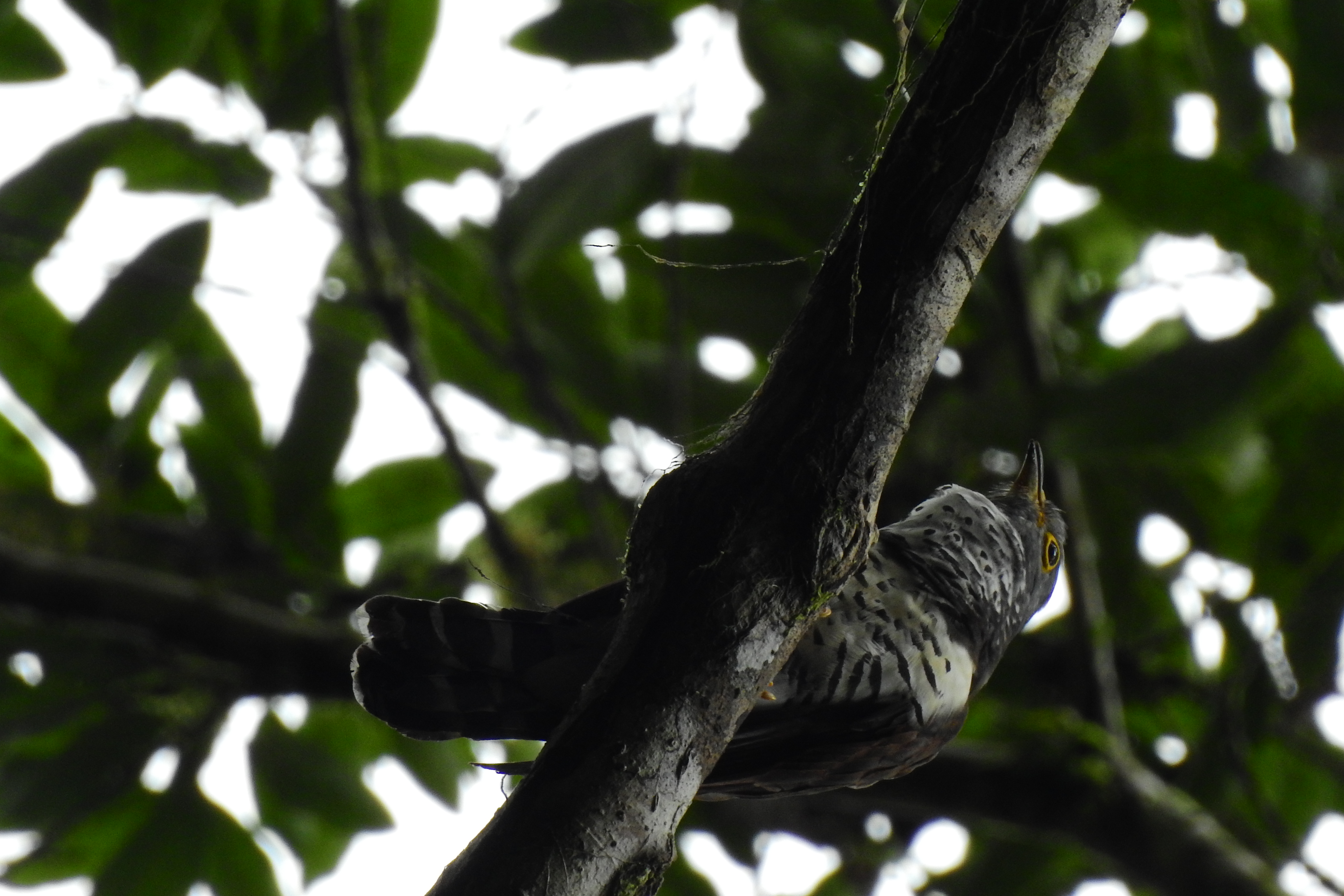
در حال آواز